# Белан, Анатолий Кириллович
Анатолий Кириллович Белан (род. 1946) — советский и российский учёный, кандидат технических наук, профессор.
Автор более 90 научных трудов, в числе которых четыре монографии, более 50 методических работ, а также более 20 патентов.

## Биография
Родился 28 сентября 1946 года в городе Магнитогорске Челябинской области.
В 1969 году окончил Магнитогорский горно-металлургический институт (ныне Магнитогорский государственный технический университет) по специальности «обработка металлов давлением». Продолжил обучение в аспирантуре вуза и в 1981 году защитил диссертацию на соискание ученой степени кандидата технических наук по теме «Исследование и разработка технологии изготовления низкоуглеродистой арматурной проволоки прокаткой в многовалковых калибрах».
С 1971 года Анатолий Кириллович работает в Магнитогорском государственном техническом университете, где занимается научными исследованиями, направленными на решение задач металлургического и машиностроительного производств на основе принципов прикладной механики. Принимал участие в разработке и освоении новой конструкции прокатного стана для изготовления проволоки различного назначения. Оригинальный метод поперечного выдавливания для производства современных крепежных изделий, предложенный Беланом, позволил значительно расширить сортамент выпускаемых изделий и повысить их качество.
На становления А. К. Белана как ученого оказали влияние доктора технических наук, профессора Б. А. Никифоров и Г. С. Гун. Под его научным руководством защитили кандидатские диссертации М. С. Малышева, Е. Л. Кандауров, М. Е. Моторыгин. Работал на кафедре проектирования и эксплуатации металлургических машин и оборудования МГТУ. В 2013 году Анатолию Кирилловичу было присвоено ученое звание профессора. В настоящее время он является профессором кафедры механики, преподает дисциплины: теория механизмов и машин, детали машин и основы конструирования, прикладная механика. Проходил повышение квалификации в Институте дополнительного профессионального образования и кадрового инжиниринга МГТУ «Горизонт» по программе «Применение модульной объектно-ориентированной динамической учебной среды MOODLE для создания и сопровождения учебных курсов».
В 2007 году был награждён Почетной грамотой Министерства образования и науки Российской Федерации.